# توم زوبر
توم زوبر (بالإنجليزية: Tom Zuber)‏ هو محامي في القانون ومحامي أمريكي، ولد في 25 مارس 1972.